# Veleposlaništvo Republike Slovenije na Japonskem
Veleposlaništvo Republike Slovenije na Japonskem (uradni naziv Veleposlaništvo Republike Slovenije Tokio, Japonska) je diplomatsko-konzularno predstavništvo (veleposlaništvo) Republike Slovenije s sedežem v Tokiu (Japonska).
Trenutni veleposlanik je Jurij Rifelj.

## Veleposlaniki
- Jurij Rifelj (2023–danes)
- Ana Polak Petrič (2019–2022)[1]
- Simona Leskovar (2015–2019)
- Helena Drnovšek Zorko (2010–2015)
- Miran Skender (2006–2010)
- Robert Basej (2002–2006)